# 24105 Broughton
24105 Broughton (1999 VE10) là một tiểu hành tinh vành đai chính được phát hiện ngày 9 tháng 11 năm 1999 bởi C. W. Juels ở Fountain Hills.